# EQ Близнецов
EQ Близнецов (лат. EQ Geminorum) — одиночная переменная звезда в созвездии Близнецов на расстоянии приблизительно 4 955 световых лет (около 1 519 парсек) от Солнца. Видимая звёздная величина звезды — от +12,1m до +11,4m.

## Характеристики
EQ Близнецов — красный гигант, пульсирующая медленная неправильная переменная звезда (LB) спектрального класса M0. Радиус — около 67,67 солнечных, светимость — около 659,47 солнечных. Эффективная температура — около 3556 К.